# Minuroides seniculus
Minuroides seniculus là một loài bọ cánh cứng trong họ Rhynchitidae. Loài này được Philippi miêu tả khoa học năm 1864.